# Віньковецька селищна територіальна громада
Віньковецька селищна територіальна громада — територіальна громада в Україні, у Хмельницькому районі Хмельницької області. Адміністративний центр — селище Віньківці.
Площа громади — 510,772 км², населення — 17889 осіб (2023).
Утворена 12 червня 2020 року шляхом об'єднання Віньковецької селищної ради та Великоолександрівської, Говорівської, Дашковецької, Женишковецької, Зорянської, Карачієвецької, Майдано-Олександрівської, Нетечинецької, Осламівської, Охрімовецької, Петрашівської, Пилипо-Олександрівської, Яснозірської сільських рад Віньковецького району.

## Населені пункти
У складі громади 30 населених пунктів — 1 селище (Віньківці) і 29 сіл:
- Балки
- Бистриця
- Великий Олександрів
- Виселок
- Говори
- Гоголі
- Гринева
- Гута
- Дашківці
- Дружба
- Женишківці
- Зоряне
- Калюсик
- Карачіївці
- Карижин
- Ломачинці
- Майдан-Карачієвецький
- Майдан-Олександрівський
- Нетечинці
- Осламів
- Охрімівці
- Петрашівка
- Пилипи-Олександрівські
- Пирогівка
- Подолянське
- Славута
- Слобідка-Охрімовецька
- Фащіївка
- Яснозір'я